# Hamdan Khodja
Hamdane Ben Othman Khodja (1773-1842) était un notable et un savant d'Alger. Il a écrit Le Miroir dans lequel il dénonce les exactions des soldats français à Alger peu après la conquête de l'Algérie par la France.

## Sa famille
Hamdane Ben Othman Khodja appartient à une famille de notables algérois, son père, Othman, un jurisconsulte de renom, jouissait d’une grande estime auprès de l’administration de la Régence d'Alger, représentée à sa plus haute échelle par le dey. Ayant montré des compétences inouïes en matière de lois, le dey lui confia la supervision des comptes budgétaires et les dossiers contenant les noms et les grades, ainsi que les traitements des janissaires. En plus de l’administration, le père de Hamdane exerçait également le métier d’enseignant qu’il transmettra plus tard à son fils. Son oncle Mohammed Hadj, quant à lui, s’occupait de Dar El Seka, l’équivalent de l’Hôtel des Monnaies de nos jours. 

## Biographie
Khodja est né à Alger en 1773 dans une famille d'origine turque appartenant à la haute administration de la régence d'Alger. Son père était un lettré koloughli, un ouléma et le defterdar de la Régence, et sa mère, une mauresque. Il reçut une excellente éducation et voyagea beaucoup. En 1784, lorsque son oncle eut la responsabilité de porter un cadeau du dey à Constantinople, il l'accompagna.
Après son retour de Constantinople, Hamdane passa à une étape supérieure de son apprentissage, il se consacra ainsi à l’étude de la philosophie, de la théologie et des sciences de son temps. La médecine occupait une partie importante de cette passion dévouée au savoir. Il écrira plus tard un ouvrage traitant des moyens de se prémunir contre l’épidémie et qu’il intitula Ithaf al mounsifin wa el odaba fi el ihtiraz min el ouaba (Le don fait aux justes et aux lettrés pour se prémunir contre les maladies épidémiques).
Après la mort de son père, il lui succéda comme enseignant en théologie puis rapidement son oncle le prit dans son affaire et l'envoya le représenter dans des villes comme Tunis, Livourne, Marseille, Londres et Gibraltar, lui donnant ainsi l'occasion d'apprendre le turc, le français et l'anglais. Khodja devint un des marchands les plus importants et les plus riches d'Alger, où il était très sollicité par des collègues désireux d'être associés à ses opérations commerciales qui s'étendaient à l'empire ottoman comme à l'Europe. Après la conquête française de 1830, il envoya une pétition au roi Louis-Philippe Ier pour se plaindre des atrocités commises par l'armée française. En outre il écrivit "Le Miroir d'Alger" ("مرآة الجزائر") dans lequel il dénonce les exactions des soldats français dans la Régence d'Alger, devenant ainsi le premier essayiste sur le sujet. Ce livre fut traduit et publié à Paris en 1833 sous le titre "Le Miroir (Aperçu historique et statistique de la Régence)". Une "Réfutation de l'ouvrage de Sidi Hamdan" parut dans l'Observateur des Tribunaux en 1834 à quoi Hamdan Khodja répliqua, la même année et dans la même revue, par une "Réponse au maréchal Clauzel", ce dernier étant vraisemblablement l'auteur de la "réfutation".
Après la conquête, il fut membre du conseil municipal d'Alger et participa à la commission française d'indemnisation des personnes dont les biens avaient été démolis pour cause "d'utilité publique" jusqu'à la dissolution de cette commission et la fin des indemnisations. Il servit ensuite d'intermédiaire entre le bey de Constantine, Hadj Ahmed et les Français.
En 1833, il déposa un mémoire dénonçant les abus français devant la commission d'Afrique, créée pour enquêter sur la situation en Algérie.
Après avoir en vain demandé au Sultan ottoman d'intervenir, il quitta Paris en 1836 pour s'établir à Constantinople où il mourut entre 1840 et 1845.

## Ouvrage
- Son ouvrage Le Miroir : Aperçu historique et statistique sur la Régence d'Alger (lire en ligne), rédigé en 1833, est le premier document algérien sur l'état de la Régence d'Alger à la veille et au début de l'occupation française. Il présente un réquisitoire et une dénonciation de la politique coloniale française[7].